# Понара
Пона́ра (бел. Пана́ра, пол. Ponara) — деревня в Сморгонском районе Гродненской области Белоруссии.
Входит в состав Коренёвского сельсовета.
Расположена в центральной части района к северу от истока реки Понарка. Расстояние до районного центра Сморгонь по автодороге — около 16,5 км, до центра сельсовета деревни Корени по прямой — чуть менее 16,5 км. Ближайшие населённые пункты — Новинка, Татарщина, Тижишки. Площадь занимаемой территории составляет 0,2990 км², протяжённость границ 5380 м.
Согласно переписи население деревни в 1999 году насчитывало 72 жителя.
До 2008 года Понара входила в состав Белковщинского сельсовета.
Через деревню проходят местные автомобильные дороги:
- Н6134 Голешонки — Понара
- Н7988 Татарщина — Понара — Новинка

Через деревню проходит регулярный автобусный маршрут Сморгонь — Понара.
В деревне находятся усадебный парк XIX века и немецкое кладбище времён Первой мировой войны.